# Tensioactivo catiónico
Se llama tensoactivos catiónicos a tensoactivos que tienen un grupo funcional en la molécula cargado positivamente, sin embargo, para mantener la neutralidad eléctrica, éste está asociado a un anión (ion negativo). Como cada agente tensoactivo, los tensoactivos catiónicos están formados por una parte polar y una parte no polar. La parte no polar son grupos alquilo diferentes. El grupo polar es generalmente un grupo amonio cuaternario.
Los tensoactivos catiónicos tienen dos propiedades importantes: son fácilmente absorbidos en las interfases sólido/líquido y pueden interactuar con las membranas celulares de los microorganismos. En consecuencia, los compuestos de este tipo se comportan como buenos agentes antimicrobianos, y durante muchos años se han utilizado como desinfectantes en los hospitales y en la industria alimentaria.

## Estructura química
La mayoría de los tensoactivos catiónicos son compuestos de amonio cuaternario. Sólo difieren en las cadenas alifáticas (grupo alquilo):
 X−
R(1-4): Grupo alquilo (típicos: estearil-, palmitil-, metil-, bencil-, butil-)

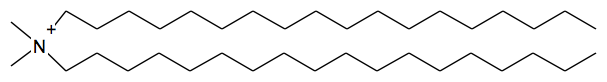
DSDMAC (Diestearildimetilamonio-Cloruro)

X: Contraión, principalmente halogenuros.

## Uso como desinfectante
Ciertos tensoactivos catiónicos clásicos muestran actividad biocida, y por lo tanto, se utilizan como desinfectantes (antisépticos). Estos incluyen: 
- Cloruro de benzalconio.
- Cloruro de bencetonio.
- Cloruro de cetilpiridinio.
- Bromuro de hexadeciltrimetilamonio.

Además, son capaces de formar vesículas para el transporte de medicamentos y material genético. Sin embargo, estos compuestos presentan actividad hemolítica.
Tensoactivos  catiónicos basados en aminoácidos constituyen una clase importante de la moléculas naturales tensoactivas de gran interés para los químicos orgánicos y físicos, así como los biólogos con un número impredecible de aplicaciones básicas e industriales.
Algunos ejemplos de tensoactivos catiónicos derivados de lisina serían:

Tensoactivos catiónicos derivados del aminoácido lisina.